# 滇螈
滇螈（学名：Cynops wolterstorffi），又名滇池蝾螈，为蝾螈科蝾螈属的两栖动物，俗名娃娃蛇(昆明)，是中国的特有物种。分布于云南等地，多生活于滇池周围及其附近的小水塘、水沟及鱼塘以及稻田内。它们栖息在浅湖水的环境。自1979年起就没有再见过它们的踪迹，故被认为是已灭绝。其灭绝被认为是由于滇池水体污染污染及入侵物种所致。该物种的模式产地在云南昆明滇池。